# Olympische Sommerspiele 1936/Kanu
Bei den XI. Olympischen Sommerspielen 1936 in Berlin wurden erstmals in der olympischen Geschichte Wettbewerbe im Kanusport ausgetragen. Auf der Regattastrecke Berlin-Grünau fanden insgesamt neun Wettkämpfe für Männer statt. Pro Wettbewerb war ein Kanu je Land zugelassen. Die Langstreckenrennen fanden nicht auf einem Rundkurs statt, sondern auf einer geraden Strecke, vom Seddinsee bis zu den Tribünen der Regattastrecke Berlin-Grünau. Am Austragungsort der Kanu-Wettbewerbe fanden Kenterübungen von 40 deutschen Kanuten und eine Auffahrt von 116 Zehnerkanadiern statt.
Da das olympische Dorf vom Austragungsort in Grünau zu weit entfernt lag, wurden die Kanuten (wie die Ruderer auch) im Schloss Köpenick, in der Polizei-Offiziersschule und Dorotheenschule in Köpenick sowie auch in den Bootshäusern untergebracht.

## Bilanz

### Medaillenspiegel
| Platz  | Land               | Gold | Silber | Bronze | Gesamt |
| ------ | ------------------ | ---- | ------ | ------ | ------ |
| 1      | Österreich         | 3    | 3      | 1      | 7      |
| 2      | Deutsches Reich    | 2    | 3      | 2      | 7      |
| 3      | Tschechoslowakei   | 2    | 1      | –      | 3      |
| 4      | Kanada             | 1    | 1      | 1      | 3      |
| 5      | Schweden           | 1    | –      | 1      | 1      |
| 6      | Frankreich         | –    | 1      | –      | 1      |
| 7      | Niederlande        | –    | –      | 3      | 2      |
| 8      | Vereinigte Staaten | –    | –      | 1      | 2      |
| Gesamt | Gesamt             | 9    | 9      | 9      | 27     |

### Medaillengewinner
| Disziplin             | Gold                                       | Silber                                 | Bronze                                    |
| --------------------- | ------------------------------------------ | -------------------------------------- | ----------------------------------------- |
| K-1 1000 m            | Gregor Hradetzky (AUT)                     | Helmut Cämmerer (GER)                  | Jaap Kraaier (NED)                        |
| K-1 10.000 m          | Ernst Krebs (GER)                          | Fritz Landertinger (AUT)               | Ernest Riedel (USA)                       |
| K-2 1000 m            | Adolf Kainz / Alfons Dorfner (AUT)         | Ewald Tilker / Fritz Bondroit (GER)    | Nicolaas Tates / Wim van der Kroft (NED)  |
| K-2 10.000 m          | Paul Wevers / Ludwig Landen (GER)          | Viktor Kalisch / Karl Steinhuber (AUT) | Tage Fahlborg / Helge Larsson (SWE)       |
| C-1 1000 m            | Frank Amyot (CAN)                          | Bohuslav Karlík (TCH)                  | Erich Koschik (GER)                       |
| C-2 1000 m            | Jan Brzák-Felix / Vladimír Syrovátka (TCH) | Rupert Weinstabl / Karl Proisl (AUT)   | Harvey Charters / Frank Saker (CAN)       |
| C-2 10.000 m          | Václav Mottl / Zdeněk Škrland (TCH)        | Harvey Charters / Frank Saker (CAN)    | Rupert Weinstabl / Karl Proisl (AUT)      |
| K-1 10.000 m Faltboot | Gregor Hradetzky (AUT)                     | Henri Eberhardt (FRA)                  | Xaver Hörmann (GER)                       |
| K-2 10.000 m Faltboot | Sven Johansson / Erik Bladström (SWE)      | Willi Horn / Erich Hanisch (GER)       | Cornelis Wijdekop / Pieter Wijdekop (NED) |

## Ergebnisse

### Einer-Kajak 1000 m
| Platz | Land | Athlet           | Zeit       |
| ----- | ---- | ---------------- | ---------- |
| 1     | AUT  | Gregor Hradetzky | 4:22,9 min |
| 2     | GER  | Helmut Cämmerer  | 4:25,6 min |
| 3     | NED  | Jaap Kraaier     | 4:35,1 min |
| 4     | USA  | Ernest Riedel    | 4:38,1 min |
| 5     | SWE  | Joel Ramqvist    | 4:39,5 min |
| 6     | FRA  | Henri Eberhardt  | 4:41,2 min |
| 7     | FIN  | Birger Johansson | 4:42,2 min |
| 8     | NOR  | Ivar Iversen     | 4:44,2 min |

Datum: 8. August 1936

15 Teilnehmer aus 15 Ländern

### Einer-Kajak 10.000 m
| Platz | Land | Athlet               | Zeit        |
| ----- | ---- | -------------------- | ----------- |
| 1     | GER  | Ernst Krebs          | 46:01,6 min |
| 2     | AUT  | Fritz Landertinger   | 46:14,7 min |
| 3     | USA  | Ernest Riedel        | 47:23,9 min |
| 4     | NED  | Jacobus van Tongeren | 47:31,0 min |
| 5     | FIN  | Evert Johansson      | 47:35,5 min |
| 6     | TCH  | František Brzák      | 47:36,8 min |
| 7     | SUI  | Bruno Lips           | 48:01,2 min |
| 8     | ITA  | Elio Sasso Sant      | 49:20,0 min |

Datum: 7. August 1936

15 Teilnehmer aus 15 Ländern

### Zweier-Kajak 1000 m
| Platz | Land | Athleten                         | Zeit       |
| ----- | ---- | -------------------------------- | ---------- |
| 1     | AUT  | Adolf Kainz Alfons Dorfner       | 4:03,8 min |
| 2     | GER  | Ewald Tilker Fritz Bondroit      | 4:08,9 min |
| 3     | NED  | Nicolaas Tates Wim van der Kroft | 4:12,2 min |
| 4     | TCH  | František Brzák Josef Dusil      | 4:15,2 min |
| 5     | SUI  | Rudolf Vilim Werner Klingelfuss  | 4:22,8 min |
| 6     | CAN  | Edward Deir Frank Willis         | 4:24,5 min |
| 7     | DEN  | Verner Løvgreen Axel Svendsen    | 4:26,6 min |
|       | SWE  | Sixten Jansson Gunnar Lundqvist  | DSQ        |

Datum: 8. August 1936

24 Teilnehmer aus 12 Ländern

### Zweier-Kajak 10.000 m
| Platz | Land | Athleten                          | Zeit        |
| ----- | ---- | --------------------------------- | ----------- |
| 1     | GER  | Paul Wevers Ludwig Landen         | 41:45,0 min |
| 2     | AUT  | Viktor Kalisch Karl Steinhuber    | 42:05,4 min |
| 3     | SWE  | Tage Fahlborg Helge Larsson       | 43:06,1 min |
| 4     | DEN  | Verner Løvgreen Axel Svendsen     | 44:39,8 min |
| 5     | NED  | Henk Starreveld Gerardus Siderius | 45:12,5 min |
| 6     | SUI  | Werner Zimmermann Othmar Bach     | 45:14,6 min |
| 7     | USA  | William Gaehler William Lofgren   | 45:15,4 min |
| 8     | TCH  | Zdeněk Černický Jaroslav Humpál   | 46:05,4 min |

Datum: 7. August 1936

24 Teilnehmer aus 12 Ländern

### Einer-Canadier 1000 m
| Platz | Land | Athlet          | Zeit       |
| ----- | ---- | --------------- | ---------- |
| 1     | CAN  | Frank Amyot     | 5:32,1 min |
| 2     | TCH  | Bohuslav Karlík | 5:36,9 min |
| 3     | GER  | Erich Koschik   | 5:39,0 min |
| 4     | AUT  | Otto Neumüller  | 5:47,0 min |
| 5     | USA  | Joseph Hasenfus | 6:02,6 min |
| 6     | LUX  | Joseph Treinen  | 7:39,5 min |

Datum: 8. August 1936

6 Teilnehmer aus 6 Ländern

### Zweier-Canadier 1000 m
| Platz | Land | Athleten                           | Zeit       |
| ----- | ---- | ---------------------------------- | ---------- |
| 1     | TCH  | Jan Brzák-Felix Vladimír Syrovátka | 4:50,1 min |
| 2     | AUT  | Rupert Weinstabl Karl Proisl       | 4:53,8 min |
| 3     | CAN  | Frank Saker Harvey Charters        | 4:56,7 min |
| 4     | GER  | Hans Wedemann Heinrich Sack        | 5:00,2 min |
| 5     | USA  | Clarence McNutt Robert Graf        | 5:14,2 min |

Datum: 8. August 1936

10 Teilnehmer aus 5 Ländern

### Zweier-Canadier 10.000 m
| Platz | Land | Athleten                           | Zeit        |
| ----- | ---- | ---------------------------------- | ----------- |
| 1     | TCH  | Václav Mottl Zdeněk Škrland        | 50:33,5 min |
| 2     | CAN  | Frank Saker Harvey Charters        | 51:15,8 min |
| 3     | AUT  | Rupert Weinstabl Karl Proisl       | 51:28,0 min |
| 4     | GER  | Walter Schuur Christian Holzenberg | 52:35,6 min |
| 5     | USA  | Joseph Hasenfus Walter Hasenfus    | 57:06,2 min |

Datum: 7. August 1936

10 Teilnehmer aus 5 Ländern

### Einer-Kajak 10.000 m (Faltboot)
| Platz | Land | Athlet            | Zeit        |
| ----- | ---- | ----------------- | ----------- |
| 1     | AUT  | Gregor Hradetzky  | 50:01,2 min |
| 2     | FRA  | Henri Eberhardt   | 50:04,2 min |
| 3     | GER  | Xaver Hörmann     | 50:06,5 min |
| 4     | SWE  | Lennart Dozzi     | 51:23,8 min |
| 5     | TCH  | František Svoboda | 51:52,5 min |
| 6     | SUI  | Hans Mooser       | 52:43,8 min |
| 7     | FIN  | Frans Nordberg    | 52:45,8 min |
| 8     | GBR  | George Lawton     | 52:50,0 min |

Datum: 7. August 1936

13 Teilnehmer aus 13 Ländern

### Zweier-Kajak 10.000 m (Faltboot)
| Platz | Land | Athleten                          | Zeit        |
| ----- | ---- | --------------------------------- | ----------- |
| 1     | SWE  | Sven Johansson Erik Bladström     | 45:48,9 min |
| 2     | GER  | Willi Horn Erich Hanisch          | 45:49,2 min |
| 3     | NED  | Cornelis Wijdekop Pieter Wijdekop | 46:12,4 min |
| 4     | AUT  | Adolf Kainz Alfons Dorfner        | 46:26,1 min |
| 5     | TCH  | Otakar Kouba Ludvík Klíma         | 47:46,2 min |
| 6     | SUI  | Eugen Knoblauch Emil Bottlang     | 47:54,4 min |
| 7     | USA  | John Lysak James O’Rourke         | 49:46,0 min |
| 8     | BEL  | Armand Pagnoulle Charles Pasquier | 49:57,1 min |

Datum: 7. August 1936

26 Teilnehmer aus 13 Ländern

## Sonstiges
Des Weiteren gab es ohne Medaillenvergabe eine deutsche Vorführung mit Viererkajaks über 1000 Meter:
- 1. Platz: V.K.C. Cöln (3:41,3 min)
- 2. Platz: K.G. Wanderfalke Essen (3:42,1 min)
- 3. Platz: V.K.B. Berlin (4:24,2 min)